# Elías Soplín Vargas
Elías Soplín Vargas (Rioja, 15 de septiembre de 1909 - Güepí, 14 de abril de 1933) fue un soldado peruano héroe de la guerra colombo-peruana caído en el combate de Güepí.

## Biografía
Nacido en 15 de septiembre de 1909, fueron sus padres Agustín Soplín y Exilda Vargas, en un hogar humilde, pero en cuyo seno se alimentó dignamente la vida de un héroe. Realizó sus estudios escolares primarios en el Centro Educativo Escolar N° 173, en donde tuvo como profesor al distinguido profesor Juan Daniel del Águila Velásquez
Cuando tenía 21 años de edad, se produjo el conflicto fronterizo del Perú y Colombia.
Al enterarse de este hecho se presentó como voluntario, con el ferviente deseo de servir a su patria y marchó a la frontera.
En abril de 1933 se produjeron una serie de escaramuzas en el intento de los peruanos de recuperar Güeppí. La principal de estas tuvo lugar el 10 de abril, cuando en un choque con las avanzadas colombianas mueren un sargento y dos soldados peruanos.
Ocupaba el puesto de centinela en una avanzada en Güeppí ocurrida el 14 de abril de 1933 le sorprendieron los enemigos y a la voz de “ríndase”, respondió: “Los loretanos no se rinden”… y siguió disparando, sin dar un pie atrás, hasta caer acribillado a balazos en su puesto de honor, dando un digno ejemplo de valor y patriotismo.

## Topónimos honoríficos
Llevan su nombre:
- El distrito de Elías Soplín Vargas en la provincia de Rioja (San Martín)
- El distrito de Soplín en la provincia de Requena (Loreto)
- La localidad de Soplín Vargas, capital del distrito de Teniente Manuel Clavero en la provincia de Putumayo (Loreto)